# Un lugar para Mungo
Un lugar para Mungo (título original: Young Mungo) es una novela del escritor escocés-estadounidense Douglas Stuart, publicada en abril de 2022 por la editorial Grove Press. La trama sigue la historia de Mungo Hamilton, un adolescente gay que vive en el Glasgow de principios de la década de 1990 y que se enamora de un muchacho llamado James, por lo que debe afrontar la homofobia, la masculinidad tóxica y los conflictos religiosos y sectarios de la sociedad escocesa de su época.
La obra está narrada a través de dos líneas de tiempo que se alternan a lo largo de la narración: la primera recuenta un viaje de pesca de Mungo junto a dos hombres machistas y homofóbicos, mientras la segunda se desarrolla cuatro meses antes, y sigue el inicio de la relación romántica de Mungo con James y los hechos que lo llevaron a su situación actual. La novela cuenta con varias similitudes con la obra anterior de Stuart, Historia de Shuggie Bain (2020), entre ellas el contar con un protagonista gay adolescente que habita en Glasgow y que cuenta con una madre alcohólica.
Un lugar para Mungo fue aclamada por la crítica y fue elegida como uno de los libros del año por publicaciones como The Washington Post, Time, Reader's Digest, The Telegraph y Vanity Fair. Fue además un éxito en ventas y se ubicó en el primer lugar de la lista de libros más vendidos de los diarios The Sunday Times y Los Angeles Times.
En marzo de 2023, el estudio estadounidense A24 anunció que realizaría una adaptación televisiva de la novela en conjunto con la BBC, con un guion adaptado por el propio Stuart.

## Argumento
La novela inicia mostrando a Mungo, un adolescente escocés de 15 años, preparándose para un viaje con dos hombres, St. Christopher y Gallowgate, quienes planean llevarlo a pescar para que aprenda a «ser hombre» y a quienes su madre había conocido en una reunión de Alcohólicos Anónimos. Meses antes, Mungo vivía en su casa cuidado por su hermana Jodie, con la amenaza constante de ser llevado por servicios sociales ante la ausencia de su madre, Maureen. Un día ve a través de su ventana a James, un muchacho católico que vivía al otro lado de su calle y que había construido un palomar para criar aves. Ambos se vuelven amigos y pronto nace entre ellos un romance, que se convierte en la primera relación de ambos que no incluye constantes actos de violencia.
James le revela a Mungo que planeaba irse de casa, pero Mungo le pide que lo espere hasta cumplir 16 para poder irse con él. Hamish, el hermano mayor de Mungo, lo obliga a ir con él a una pelea contra católicos de otro barrio, a pesar de que James le había pedido que no lo hiciera. Mungo no golpea a nadie pero termina malherido, tras lo cual decide buscar a James para pedirle que se marcharan juntos sin esperar más. Sin embargo, Hamish los encuentra juntos, por lo que intenta asesinar a James prendiéndole fuego. Mungo se interpone y Hamish lo lleva de regreso a casa, donde cuenta lo ocurrido. Maureen se horroriza ante la posibilidad de que Mungo sea gay, por lo que luego planea el viaje de pesca con que inicia la novela.
Durante el viaje de pesca, Mungo se encuentra en constante tensión por la presencia de St. Christopher y Gallowgate, más al enterarse de que ambos habían estado hasta hace poco en prisión. Durante la segunda noche, ambos hombres se emborrachan y abusan sexualmente de Mungo, quien se da cuenta de que habían sido encarcelados por abuso sexual a menores. A la mañana siguiente, Mungo sale a pescar con St. Christopher y logra ahogarlo en el lago. Gracias a una fuerte lluvia puede ocultar el hecho hasta el día siguiente, pero posteriormente Gallowgate encuentra el cadáver e intenta asesinar a Mungo, por lo que ambos forcejean y Mungo lo apuñala con una navaja que le había dado Hamish. Tras el hecho, regresa solo a Glasgow.
Mungo se encuentra con su familia, quienes habían llamado a la policía al no saber nada de él. Al otro lado de la calle, Mungo ve a James en el momento en que se preparaba a marcharse, dado que Jodie lo había contactado para ver si sabía algo de su paradero. La policía llega al lugar tras encontrar los cadáveres de St. Christopher y Gallowgate y preguntan por Mungo para interrogarlo, pero Hamish se hace pasar por él para protegerlo y es detenido por la policía. Mungo y James se observan fijamente y Mungo empieza a caminar hacia él.

## Personajes principales
- Mungo Hamilton: Es el protagonista de la novela, un muchacho de 15 años que vive en Glasgow y es miembro de una familia protestante. A menudo sufre de un tic nervioso en su rostro en momentos de ansiedad.[2] En cuanto a su personalidad, es un muchacho callado e introspectivo que se esfuerza por complacer a sus familiares y en cumplir las expectativas que tienen sobre él.[16] El personaje recibe su nombre en honor a San Mungo, el santo patrón de Glasgow,[14] quien, de acuerdo a Stuart: «Hacía milagros casi infantiloides (...), muy dulces. Como lo es el personaje».[17]

- James Jamieson: Es un muchacho católico que cría palomas en un terreno baldío cerca de la casa de Mungo. Ambos se vuelven amigos y luego inician una relación amorosa.[2] Es descrito como un adolescente gentil y solitario, cuya madre murió tiempo atrás y cuyo padre lo evita.[18] De acuerdo al autor, en su mente, el personaje de James tiene un parecido físico con el modelo escocés Connor Newall.[3]

- Jodie: Es la hermana mayor de Mungo y quien se encarga de cuidar de él ante la ausencia de su madre.[4] Aunque quiere mucho a Mungo, sueña con la idea de escapar de la pobreza de su entorno.[3]

- Hamish:  Apodado Ha-Ha,[14] es el hermano mayor de Mungo y el líder de una pandilla local que frecuentemente se enfrenta en peleas contra católicos.[4] Durante la novela amonesta a Mungo en varios ocasiones para que se «vuelva hombre».[2] Antes de inmuiscuirse en las pandillas, uno de sus profesores le dijo que no era «material de universidad», por lo que buscó trabajo en un astillero. Sin embargo, debido a las políticas económicas de Margaret Thatcher, no logra ser contratado y pasa a ser parte de la realidad del desempleo generalizado en la ciudad.[19]

- Maureen: Es la madre de Mungo, Jodie y Hamish, conocida como Mo-Maw, una mujer alcohólica que frecuentemente abandona el hogar.[20] Vive con un hombre dueño de una casa de empeños llamado Jocky.[14] Nunca se casó con el padre sus hijos, quien falleció poco antes del nacimiento de Mungo. Aunque a veces se siente culpable por no ser una buena madre, otras veces acusa a sus hijos de ser la supuesta causa de su infelicidad.[21]

## Escritura y publicación

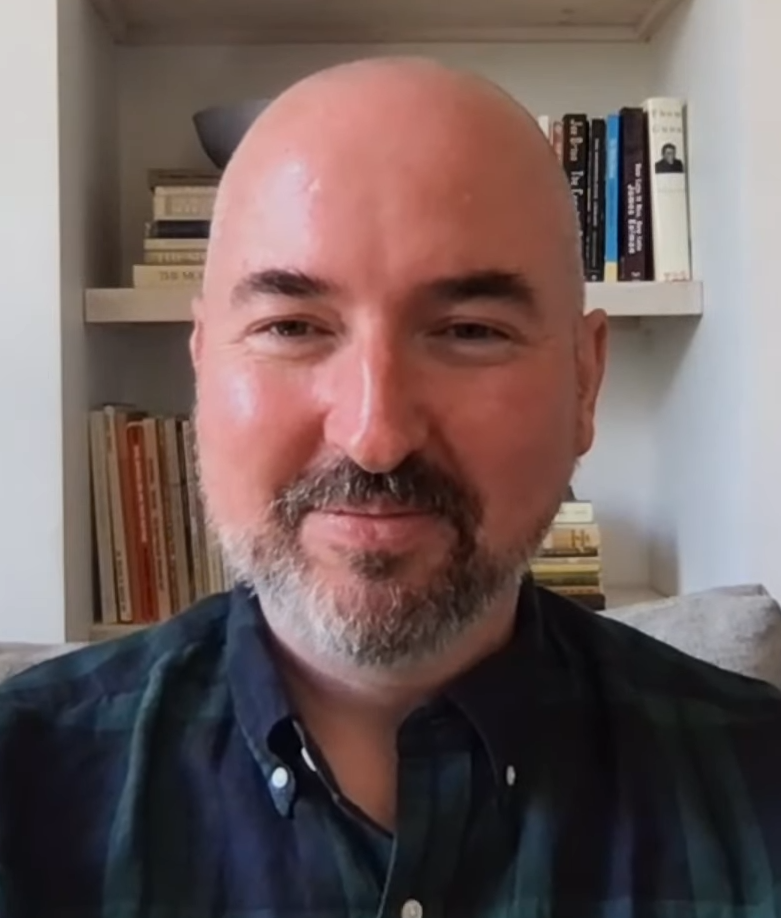
Douglas Stuart en 2021.

Stuart inició la escritura de Un lugar para Mungo en 2016, en un momento en que decidió dejar de lado el manuscrito terminado de su primera novela, Historia de Shuggie Bain, ante la frustración de no poder encontrar una editorial que quisiera publicarla. La obra fue terminada en 2020, antes de obtener el Premio Booker por Historia de Shuggie Bain. En ese entonces, la novela llevaba el título tentativo de Loch Awe  y fue descrita por Stuart en una entrevista como: «una historia de amor entre dos hombres jóvenes que están separados por pandillas territoriales, en líneas sectarias opuestas». El título de Loch Awe referenciaba el viaje de pesca que Mungo realiza en la historia y, de acuerdo al autor, fue cambiado a Young Mungo (título que la obra lleva en su idioma original) para que nombrara al protagonista, tal como ocurre en Historia de Shuggie Bain (que en inglés lleva el título Shuggie Bain), obra que Stuart afirmó que formaba un solo «tapiz» junto a esta novela.
Aparte del título, la obra cuenta con varias otras similitudes con su primera novela. Entre ellas se encuentra la época y la ciudad en que se desarrolla la trama, así como el protagonista, quien, al igual que Shuggie, es un adolescente de una familia de clase baja que crece en medio de la violencia y el alcoholismo de su madre, semejanzas que también comparte el protagonista con el propio autor, cuya propia madre era alcohólica y falleció cuando Stuart tenía 16 años. No obstante, las obras también cuentan con numerosas diferencias. Aunque ambos personajes son gais, en el caso de Shuggie su sexualidad es solo insinuada, mientras que en Un lugar para Mungo es una parte importante de la trama. Otra diferencia es que la madre de Mungo se encuentra ausente del hogar y tiene un papel mucho más pequeño que Agnes, la madre de Shuggie y quien es central en dicha novela. Además, mientras Historia de Shuggie Bain es más autobiográfica, Un lugar para Mungo muestra, en palabras de Stuart, sus «fantasías cumplidas», al abordar la relación romántica entre dos muchachos adolescentes que él nunca experimentó.
La obra fue publicada el 5 de abril de 2022 por la editorial estadounidense Grove Press, con una portada diseñada por el artista Christopher Moisan que muestra a un adolescente sumergido bajo el agua. La versión británica, por el contrario, usó como portada la conocida fotografía «The Cock (Kiss)» (2002), del fotógrafo alemán Wolfgang Tillmans y que muestra a una pareja de hombres besándose.
La edición en español fue publicada en 2023 por la editorial Random House, con traducción de Francisco González López, quien también tradujo la primera novela de Stuart, además de obras como La canción de los vivos y los muertos (2017), de la autora estadounidense Jesmyn Ward.

## Recepción
La obra fue aclamada por la crítica y fue incluida en varias listas de los mejores libros del año, entre ellas las de las publicaciones The Washington Post, Reader's Digest, Time, Vanity Fair, The Globe and Mail, The Telegraph, Vogue, BBC y Time Out. Adicionalmente, fue elegida semifinalista de la Medalla Andrew Carnegie a la Excelencia en Ficción y No-Ficción y del Premio Literario Highland de Escocia.
La reseña de la revista Publishers Weekly calificó a la novela de «sorprendente» y a la prosa de Stuart como «estelar», con un elogio en especial para el final de la novela, que la revista describió como un «puñetazo al corazón». Alex Preston, en una reseña publicada por el diario británico The Guardian, fue igualmente positivo en su apreciación de la novela y de Stuart, a quien llamó un «talento prodigioso». Preston se centró en particular en la historia de amor entre Mungo y James y afirmó que lloró con el final de la historia. La relación amorosa del protagonista también fue elogiada por David Canfield, crítico de la revista Vanity Fair, quien además destacó las descripciones detalladas del momento a momento de la trama.
La prosa de la novela fue encomiada en la reseña de The Washington Post, escrita por Ron Charles, quien calificó el estilo de Stuart como poético, al autor como a un «genio» y a la novela de «magistral drama familiar». Johnathan Self, en un artículo de la revista The Critic, también elogió la prosa de Stuart y calificó a la novela como «ficción dickinsoniana». Aseveró además que era más desarrollada en estilo y temática que Historia de Shuggie Bain. Hillary Kelly, de Los Angeles Times, comparó así mismo la trama de la novela a la literatura de Charles Dickens, específicamente a David Copperfield (1850), y afirmó que era impactante lo exitoso que era Stuart al desarrollar el arco narrativo y al transmitir las emociones de los personajes.
La reseña de The New York Times, escrita por Molly Young, fue más neutral en su apreciación. Aunque destacó la «loca grandeza» de la novela y la «belleza» del lenguaje empleado por Stuart, criticó las descripciones de las emociones de los personajes, ya que la trama, de acuerdo a Young, daba suficiente información para entenderlas sin necesidad de reiterarlas. También habló de forma negativa de los eventos violentos de la historia y afirmó que algunos lectores podrían sentirse como «turistas de la miseria». La violencia de la trama también fue criticada por Kevin Quinn, de la revista Post Magazine, quien dijo que corría el riesgo de eclipsar la destreza literaria de Stuart, aunque a la vez elogió la construcción de la vida interna de Mungo.
La traducción al español también fue bien recibida. Francisco Millet Alcoba, en un artículo del diario La Opinión de Málaga, se refirió al libro como «una maravillosa hazaña de narración», de «prosa lírica y hermosa». Millet celebró en particular las secciones que describían el inicio del romance entre los protagonistas y afirmó que la obra confirmaba el talento de su autor. Carmen López, de El Diario, encontró similitudes en el romance central con la obra de teatro Romeo y Julieta (1597), de William Shakespeare, mientras que Imanol Subiela, de Página/12, comparó el despertar sexoafectivo de Mungo y James con el presentado en novelas como Un beso de Dick (1992), de Fernando Molano Vargas, o Las tres carabelas (1984), de Blas Matamoro. El diario digital argentino Infobae, lo incluyó en su lista de los mejores libros internacionales de los primeros meses de 2023.
Aunque varias reseñas pusieron de manifiesto las similitudes de la novela con Historia de Shuggie Bain, en general señalaron que Un lugar para Mungo la superaba en algunos aspectos, o que era igual de buena que su predecesora.